# 里亞斯卡
49°10′40″N 34°54′43″E / 49.17778°N 34.91194°E
里亞斯卡（烏克蘭語：Ряська）是位於烏克蘭中部波爾塔瓦州波爾塔瓦區的村莊，處於奧列利河畔，距離齊斯季-利皮揚卡2公里，面積10.3平方公里，海拔高度74米，2001年人口1,203。